# 葉榮光 (泰雅族)
馬賴·巴都（泰雅語：Male Badu，1932年—2016年10月9日），曾用漢名葉榮光，是一位生於臺灣新竹尖石的教師及白色恐怖受難者。

## 生平
1932年，Male Badu出生於臺灣新竹尖石。戰後，他就讀並畢業於臺灣省立臺中師範學校，先後任教於桃園三民國小、桃園龜山地區某小學，並申請回鄉任教於尖石鄉新樂國小。
1968年7月，當局忽然以「於就讀臺中師範時加入蓬萊民族自救鬥爭青年同盟會議」為由逮捕時任新樂國小教務主任的馬賴，並羅織諸多叛亂罪名（如組織「山防隊」進行叛亂）判以5年徒刑；同時，多位泰雅族知識份子亦遭當局整肅。
出獄後，因其政治犯身分及其他多重因素，馬賴只能到處尋求待遇不佳且不安定的工作。
解嚴後，馬賴開始積極參與並帶領其他白色恐怖受難者向政府申請賠償。
2016年10月9日，馬賴因病辭世於臺大醫院竹東分院。

## 外部鏈結
- E4 我欽佩的已故白色恐怖受難者 @ 陳英泰部落格 :: 隨意窩 Xuite日誌 （页面存档备份，存于）

### 延伸閱讀
- 懷念泰雅族一位白色恐怖的受害者 - Oh My God 青少年網站 （页面存档备份，存于）